# Komiža
Komiža (olaszul: Comisa) város Horvátországban, Split-Dalmácia megyében, Vis szigetén. A sziget második legnagyobb települése.

## Fekvése
Splittől légvonalban 58 km-re délnyugatra, Vis városától légvonalban 7, közúton 10 km-re nyugatra fekszik. Vis szigetének nyugati oldalán, a sziget legmagasabb orma, az 587 méter magas Hum hegység meredek lejtői alatti félkör alakú Komižai-öböl partján terül el. Fekvése e területet nem teszi alkalmassá a mezőgazdasági művelésre, ezért a település lakói mindig is a halászatból éltek. Érdekes színfoltja az öbölnek a sok halászhajó, Komiža ugyanis ősidők óta az adriai szardellahalászat egyik központja. Vis városával a Sveti Mihovil-hágón át vezető új út köti össze, míg a sziget déli részén át vezető régi úton a két település távolsága 20 km.

## A község települései
Közigazgatásilag Komiža városán kívül Biševo, Borovik, Duboka, Oključna, Palagruža, Podhumlje, Podšpilje, Sveti Andrija és Žena Glava települések tartoznak hozzá.

## Története
Komiža városa a sziget másik városánál jóval fiatalabb. A hagyomány úgy tartja, hogy a neve a "Com Issa" kifejezésből származik, ami Issa melletti helyet jelöl. Issa a mai Vis város helyén feküdt és a görögök már az i. e. 4. században megalapították. Bár valószínű, hogy a görögök, majd a rómaiak a Komiža-öbölben is megtelepedtek, ennek semmilyen régészeti emléke nem maradt. A település első írásos említése csak 1145-ben Közép-Dalmácia akkori birtokosának Péter zárai grófnak egy adománylevelében történt "Val Comeza" alakban. Valószínűsíthető, hogy bencés kolostora már régebb óta is működött. Komiža volt az első olyan horvát település ahova pápa látogatott. Ez 1177-ben történt, amikor III. Sándor pápa Palagružából Velence felé tartva a viharos időjárás miatt kitérőt tett Komižára, ahol felszentelte a Szent Miklós templomot, majd Zára felé folytatta az útját. A Velencei Köztársaság uralma alatt Komiža a halászatnak köszönhetően folyamatosan fejlődött és az Adria e részének halászati központjává vált.
A velencei hatóságok a 16. században feljegyezték, hogy a komižai halászok egyetlen nap alatt három millió tonna szardíniát fogtak ki. A halászatból származó jelentős bevételek templomok, erőd és paloták építését tették lehetővé, melyek gazdagságukban vetekedtek Hvar városának, de még magának Velencének a gazdagságával is. A velencei uralomnak 1797-ben vége szakadt és osztrák csapatok vonultak be Dalmáciába. 1805-ben a sziget az osztrákokat legyőző franciák uralma alá került, de 1811-ben a tengeri fölényben levő angolok elvették a franciáktól. Napóleon végső veresége után újra az osztrákoké lett. Az osztrák uralom alatt Komiža várossá és közigazgatási községközponttá fejlődött. A településnek 1857-ben 2658, 1910-ben 3572 lakosa volt. A 20. század elején nagy kikötői gát épült és a kikötő területe is rendezésre került. A városban nem kevesebb, mint hét halfeldolgozó üzem működött. 1918-ban elfoglalták az olasz csapatok, az olasz uralom 1921-ig tartott. Ezután az új szerb-horvát-szlovén állam, majd később Jugoszlávia része lett.
Ez az időszak a halászati termelés visszaeséséhez vezetett, mivel a legjobb halászati területnek számító Palagruža szigete olasz kézen maradt és csak 1947-ben került Jugoszláviához. A bevételek kiesése miatt sok család vándorolt ki főként Kaliforniába, ahol folytathatta a halászati tevékenységet.
A második világháború után a város a szocialista Jugoszláviához került. A jugoszláv időszak sziget gazdasági stagnálásának időszaka volt, a lakosság száma csaknem felére esett vissza. Komiža megszűnt községközpont lenni, ráadásul a közeli katonai objektumok akadályozták a turizmus fejlődését is. Megszűnt a Splittel való közvetlen kompközlekedés is. 1991-től a független Horvátország része, de 1992-ig a JNA katonái állomásoztak a szigeten. A jugoszláv katonák csak 1992. május 30-án hagyták el végleg a szigetet, helyükre horvát csapatok érkeztek. Fellendült a turizmus és 1993-ban újra megalakult az önálló Komiža község. A település 1997-ben újra városi rangot kapott. 2011-ben 1397 lakosa volt, akik a hagyományos halászat mellett már főként a turizmusból éltek.

## Népesség
| Lakosság változása | Lakosság változása | Lakosság változása | Lakosság változása | Lakosság változása | Lakosság változása | Lakosság változása | Lakosság változása | Lakosság változása | Lakosság változása | Lakosság változása | Lakosság változása | Lakosság változása | Lakosság változása | Lakosság változása | Lakosság változása |
| ------------------ | ------------------ | ------------------ | ------------------ | ------------------ | ------------------ | ------------------ | ------------------ | ------------------ | ------------------ | ------------------ | ------------------ | ------------------ | ------------------ | ------------------ | ------------------ |
| 1857               | 1869               | 1880               | 1890               | 1900               | 1910               | 1921               | 1931               | 1948               | 1953               | 1961               | 1971               | 1981               | 1991               | 2001               | 2011               |
| 2.658              | 2.945              | 2.750              | 2.856              | 3.391              | 3.572              | 4.340              | 3.318              | 2.588              | 2.751              | 2.495              | 1.965              | 1.679              | 2.032              | 1.523              | 1.397              |

## Nevezetességei
A város központja a velenceiek által 1585-ben épített ágyúlőréses, ma Komunának nevezett egykori "Castello", melyben a Halászati Múzeum kapott helyet. Az erődöt a török hódítók és a kalóztámadások ellen építették a velenceiek. A négyszög alaprajzú épület falainak alsó része ferdén épült, az északi és a nyugati fal a tengerbe merült. Ezen az oldalon még láthatók a kisebb hajók kikötéséhez használt nehéz kőgyűrűk. Az erőd falai felül pártázatosak, az ágyúk és puskák számára egykor lőrésekkel rendelkeztek. Belül a földszinten a bordás boltozatot a keresztbordáknál oszlopok tartják. Szűk lépcső vezet fel az emeletre, ahol egykor a velencei, majd a 19. század elejétől az osztrák hatóság székelt. 1879-ben az épületet a komižai önkormányzat vásárolta meg. Ekkor nyitották a falakon a hosszúkás ablakokat és építették meg az erkélyt, valamint a felül a sarkon álló községi óratornyot.
A Komuna mellett található a Hétfájdalmú Szűzanya templom, melyet 1752 és 1759 között építettek, ezzel a legfiatalabb komižai templomnak számít. A templom Mihovil Milinković plébános és író kezdeményezésére és a hívek anyagi hozzájárulásával épült. A kis márvány oltáron a Hétfájdalmú Szűzanya képe látható, míg a falakon Szent Jeromost és a gyermekét tartó Istenanyát találjuk a szentek társaságában. A kórus a Gusarica templom mesterének alkotása.
A strand közelében áll a "Kalózoktól oltalmazó Miasszonyunk" templom, az ún. "Gusarica", amely nevét a fennmaradt hagyományok szerint onnan kapta, hogy fára festett Mária-képét a kalózok elrabolták, de a tenger éppen a templom előtt vetette újra partra. A reneszánsz épület szokatlan, festői külsővel rendelkezik, mivel három egyforma hajóból áll, de a nyugati főhomlokzatnak hármas összekapcsolt oromzata van. Az épület mai formájában nem egyetlen terv alapján jött létre, hanem a fokozatos bővítések és hozzáépítések következtében. A legrégebbi része a középhajó, melyet a 16. században építettek. A kapuzat alapvetően reneszánsz stílusú, de gótikus részletekkel. Felette nagyméretű, nagyon dekoratív rózsaablak látható. A középső oromzaton áll a pengefalú, nyitott harangtorony, benne három haranggal. A hajókat belül ívekkel összekapcsolt oszlopok választják el egymástól. A templomnak öt, kőből és fából faragott oltára van. A főoltár feletti reneszánsz falfülkében fából faragott barokk kereszt látható. Különleges még a hosszú barokk karzat, melynek középső része kiugró, míg a két szárnyát faragott rácsok díszítik. Az orgonát 1670-ben Krakkóban készítették, majd kétszáz évvel később átépítették. Dalmácia legrégibb tizenegy regiszteres orgonája. A sekrestye mellett az udvaron szép nyolcszögletű kút áll, minden oldalán domborművekkel és az 1705-ös bevésett dátummal.
A városka fölötti dombon emelkedik a "Muster" (a latin monasteriumból = kolostor), a bástyákkal, védőfalakkal körülvett Sv. Nikola (Szent Miklós)-templom és rendház. A történeti források már a 12. század végén említik bencés kolostorként. Talán ennek az építési idejét jelzi a kapuzat feletti 850-es évszám. Komiža egykori tengerjáró lakói sokszor estek a kalózok és az Adrián cirkáló török gályák rabságába. Ezért itt a kolostorban később a török fogságban levő rabok kiváltásával foglalkozó szerzetesrend működött. A mai templom helyén kora román kis templom állt, melynek helyén épült a 13. században a Szent Miklós, az utasok és hajósok védőszentjének tiszteletére a román stílusú templom. A templomot a 16. és a 17. században is bővítették, mely átépítések során csak néhány román stílusú része maradt meg, a kerengő pedig teljesen eltűnt. Megmaradt még a déli oldalon álló 13. századi magas torony, mely Dalmácia legrégibb erődtornyai közé tartozik. Az épületegyüttest a 17. században megerősítették, ekkor épült a Vauban-rendszerű alacsony bástyákkal kialakított védőfal. Ekkor kapta az épületegyüttes erődtemplom jellegét. Az egyhajós Szent Miklós templomot a 16. században bővítették északi irányban új gótikus hajóval, majd a 17. században egy nagyméretű, barokk hajót (a mai középhajót) és délről egy másik hajót építettek hozzá. Ilyen módon az eredeti román stílusú hajó az új öthajós templom szerkezetébe az első északi oldalhajóként illeszkedett. Efelett magasodik a harangtorony, melyet valószínűleg szintén a 13. században építettek, majd négyszáz évvel később átépítették és ekkor nyerte le mai formáját. A templom késő barokk oltárai többnyire a 18. században készültek. A megőrzött liturgikus tárgyak között egy velencei ezüstkehely, egy aranyozott körmeneti kereszt, barokk füstölő tömjéntartóval, díszes püspöki pásztorbot, néhány a komižai Ivčević család címerével ellátott művészeti alkotás, hat 1695-ból származó gyertyatartó, valamint a 16. és 18. század között készített miseruhák láthatók. A templom orgonája 1794-ben készült.
A kis Škor-tér északi szélének domináns épülete a három emeletes barokk Zanchi-Zonkotov palota, melyet a 17. század második felében, vagy a 18. század elején építettek. A palota második emeletén az utca és a tér felett erkélyek láthatók, melyek a tér felől a homlokzat teljes szélességét elfoglalják. Felette a homlokzaton kis mélyedésben a Szűzanya szobra látható. Tulajdonosa a 18. század első felében az akkori komižai kapitány, a nagy gazdagságú Antonio Zanchi volt. A Zanchi család állíttatta a Szent Miklós templom Havas boldogasszony oltárát és ők építtették a podšpiljai Zonkotov-tornyot is.
A Szent Rókus templomot eredetileg a 16. században építették, de ebből a templomból mára csak a régi sekrestye kapuja maradt meg. Az új templom építésére az engedélyt 1763-ban adta meg Pontalti hvari püspök a komižai Mardešić családnak azzal a feltétellel, hogy a régi templom az újnak a sekrestyéje lesz. A templom fából faragott oltárán a Kármelhegyi boldogasszony, Szent Rókus, Ferrarai Szent Vince és Szent Simon Stock képe látható. A falon szintén Szent Rókus ábrázolása, amint a pestisjárvány idején körmenetet vezet. A kép a Mardešić család ajándéka 1890-ből.
A kikötő feletti hegyen álló Szent Balázs templomot még a 16. század előtt építették.
A kostirnai Szűz Mária-templom a Visről Komižára menő út mellett található. Az írásos források 1668-ban említik először. A kör alaprajzú épület keleten egy sekély, téglalap alakú apszissal rendelkezik. A tetején egy kiálló, rombusz alakú laternás téglaépítmény látható. A falak szerkezetében három építési fázis fedezhető fel, bár a templom stílusában a barokk stílushoz tartozik. A templom belsejének falait fehér vakolat fedi, a kupola alatt pedig profilozott kőpárkány található. Az apszisban egy kis barokk kőoltár látható rajta a "Mária és Erzsébet találkozása" című festménnyel.
A Svec szigetén álló Szent András-templom a 13. században említett bencés kolostor maradványa. A templom egy kora román templom helyén épült, és mai formáját a 18. században nyerte el. Főhomlokzata délre néz. Egyhajós épület félköríves apszissal, a homlokzat feletti harangdúccal. Harangján a reneszánsz dombormű mellett az 1524-es évszám látható. A templomban Szent Andrásnak egy három részre törött szobrának maradványa  található. A régi Szent András-templom romjai Svec szigetének tetején találhatók. A templomból, amelyet a 18. században lebontottak csak egy sarló alakú diadalívvel ellátott félkör alakú apszist őriztek meg, más részeket pedig régészeti kutatásokkal tártak fel. A 9. századi bencés kolostorhoz tartozott.
A Szent Mihály-templom a 12. században épült a Komiža fölötti domb hágóján, mint a biševói kolostor bencés temploma. A 18. században restaurálták és részben barokk stílusban építették át. Egyhajós épület, négyzet alakú apszissal, főhomlokzata nyugatra néz. A főhomlokzat felett oromzaton harangtorony található. A templom kőtömbökből épült. Belül részben fennmaradt lizénák tagolják, vakárkádokkal.
A Krušovica-hegy középső részén található az azonos nevű tó. Krušovica az ókorban az agyag kitermeléséről volt ismert, a Krušovica nevű lelőhelyet pedig a 11. századi dokumentumok említik. A Krušovica-tó kör alaprajzú, körülbelül tizenöt méter átmérőjű. Az osztrák-magyar uralom alatt a tavat rendbe tették, nagy kőtömbökkel falazták és kőlapokkal burkolták. A vízhez három kőlépcső vezetett le. A múltban a Krušovica-tónak társadalmi és gazdasági jelentősége is volt Vis sziget középső részének falvai számára. Duboka, Žena Glava, Borovik, Podhumlje és Podšpilje lakóit látta el ivóvízzel. Mivel a tavat több falu lakossága használta, gyülekezőhely, kommunikációs és társadalmi kapcsolatok kialakításának tere volt, ezzel fontos szerepet játszott a sziget ezen részének életében.

## Érdekességek
- Az Egyesült Államok Kalifornia államában levő, ma Los Angeleshez tartozó San Pedro nevű településen ma tízszer több komižai él mint magán Komižán. Némely becslés szerint az Egyesült Államokban élő komižai leszármazottak száma mára eléri a 20-25 ezret.
- Komiža volt az első olyan horvát település ahova pápa látogatott. Ez 1177-ben történt, amikor III. Sándor pápa Palagružából Velence felé tartva a viharos időjárás miatt kitérőt tett Komižára, ahol felszentelte a Szent Miklós templomot, majd Zára felé folytatta az útját.
- A komižai halászhajót a falkušát[13] az 1998-as portugáliai világkiállítás horvát pavilonjában kiállították.

## Gazdaság
A gazdaság alapját hagyományosan a halászat képezte, mely tradíciót az innen elszármazottak Amerikába is magukkal vitték. A II. világháború előtt a településen hét halfeldolgozó üzem is működött, melyek később a "Neptun" üzemben egyesültek. Még a közelmúlt időkben is a legjelentősebb gazdasági objektum volt a városban, de mára az átalakítások következtében teljesen leépült.

## Kultúra
- Teljes egészében Komižán forgatták Nikša Sviličić horvát rendező és forgatókönyvíró "Vjerujem u anđele" (Hiszek az angyalokban) című 2009-es játékfilmjét.
- Itt található Boris Mardešić galériája, valamint Đuro Tiljak galériája is.
- A városban könyvtár és olvasóterem működik.
- A Halászati múzeum a Komuna épületében tekinthető meg.
- Gusarica női kar
- Komiža férfi kar

## Sport
- A településen sportcsarnok található fedett bocsapályával.
- "Komiža" néven bocsaklub működik a településen.
- "Kaleb" siklóernyős klub

## Galéria
- Komiža, a kikötő, háttérben a Castelloval
- Komiža látképe a tenger felől
- Komižai látkép
- A Gospa Gusarica templom
- A Szent Miklós templom
- A Szent Rókus templom
- Falkuša a halászati múzeumban
- Komižai strand
- Komiža látképe

## Fordítás
Ez a szócikk részben vagy egészben  a   Komiža című horvát Wikipédia-szócikk ezen változatának fordításán alapul.  Az eredeti cikk szerkesztőit annak laptörténete sorolja fel. Ez a jelzés csupán a megfogalmazás eredetét és a szerzői jogokat jelzi, nem szolgál a cikkben szereplő információk forrásmegjelöléseként.